# OneeChanbara
OneeChanbara (お姉チャンバラ?), anche riportato come Onechanbara, è una serie di videogiochi d'azione pubblicata da D3 Publisher.

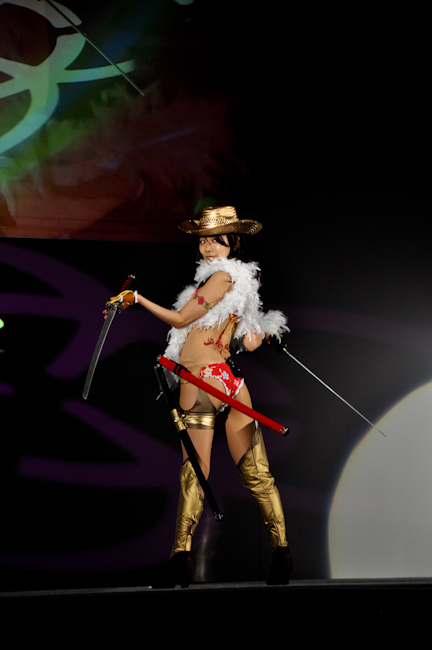
Cosplay di Aya, protagonista della serie

Il primo titolo della serie, Zombie Zone per PlayStation 2, è stato pubblicato nel 2004. L'anno successivo sono stati distribuiti The Oneechanbara 2, seguito per primo capitolo e una versione migliorata di quest'ultimo, pubblicata come Zombie Hunters.
Nel 2006 viene prodotto per Xbox 360 Onechanbara: Bikini Samurai Squad, seguito da Onechanbara: Bikini Zombie Slayers (2008) per Wii. Nel 2014 la serie torna su PlayStation con Onechanbara Z2: Chaos.
Alla serie di videogiochi è ispirato il film Oneechanbara: The Movie (2008).